# Symbolic
Symbolic er det sjette album af det amerikanske dødsmetal-band Death, som blev udgivet i marts 1995 gennem Roadrunner Records. Udgivelsen blev senere genudgivet i april 2008 med fem bonusspor.

Som ved de forrige udgivelser viste dette album også en meget progressiv og teknisk side med en højere produktions værdi end på de forrige Death-værker, og med en generelt mindre statisk lyd. Dette er også det første album med Kelly Conlon på bas. I modsætningen til Individual Thought Patterns blev der ikke lavet nogen musikvideo på dette album, derimod blev "Empty Words" udgivet, som en single. 
Scariot lavede en coverversion af sangen "Symbolic" på deres album Momentum Shift. Ligeledes lavede det symfoniske metal-band Epica en coverversion af "Crystal Mountain".
Metal-Rules.com kårede Symbolic som det syvende bedste ekstremmetal-album og det 58. bedste heavy metal-album. of all time.

## Spor
1. "Symbolic" – 6:33
2. "Zero Tolerance" – 4:48
3. "Empty Words" – 6:22
4. "Sacred Serenity" – 4:27
5. "1,000 Eyes" – 4:28
6. "Without Judgement" – 5:28
7. "Crystal Mountain" – 5:07
8. "Misanthrope" – 5:03
9. "Perennial Quest" – 8:21
10. "Symbolic Acts" (Instrumental demo fra Symbolic)
11. "Zero Tolerance" (Instrumental demo)
12. "Crystal  Mountain" (Instrumental demo)
13. "Misanthrope" (Instrumental demo)
14. "Symbolic Acts" (Demo fra Symbolic med vokaler)

- Spor 10 – 14 er bonusspor på den genudgivet udgave.

## Fodnoter
1. ↑  "BLABBERMOUTH.NET – DEATH: 'Symbolic' Reissue Track Listing Revealed". Arkiveret fra originalen 7. juni 2011. Hentet 24. januar 2010.
2. ↑  "Metal Rules". Arkiveret fra originalen 25. maj 2012. Hentet 24. januar 2010.
3. ↑  "Metal Rules". Arkiveret fra originalen 29. juni 2011. Hentet 24. januar 2010.